# Scott Copeland
Pour les articles homonymes, voir Copeland.
Scott Reast Copeland (né le 15 décembre 1987 à Longview, Texas, États-Unis) est un lanceur droitier qui a joué pour Blue Jays de Toronto et les Mets de New York en Ligue majeure de baseball.

## Carrière
Joueur des Golden Eagles de Southern Miss, Scott Copeland est repêché par les Orioles de Baltimore au 21e tour de sélection en 2010. Il amorce la même année sa carrière professionnelle en ligues mineures. En 2012, il affiche une moyenne de points mérités de 6,88 après 18 départs pour le club-école de la Ligue de la Caroline est libéré par les Orioles. Récupéré par les Blue Jays de Toronto, il reprend le droit chemin et poursuit en ligues mineures son parcours vers le baseball majeur.
Copeland, généralement lanceur partant dans les mineures, fait à l'âge de 27 ans ses débuts dans les majeures comme lanceur de relève pour les Blue Jays de Toronto le 2 mai 2015 face aux Indians de Cleveland.